# H•A•M
«H•A•M» — дебютный сингл супергруппы The Throne, состоящей из Канье Уэста и Jay-Z, с дебютного альбома Watch the Throne. Был выпущен в iTunes Store 11 января 2011 года. Он дебютировал на 23-й строке Billboard Hot 100 и на 10 строке Hot Digital Songs, продавшись в первую неделю количеством 125 000 копий. На песню был сделан ремикс, который исполнил Баста Раймс. Помимо этого фристайлы на песню исполнили Lupe Fiasco, Lil’ Kim, Chingy, 40 Cal, Papoose, Emilio Rojas, Ace Hood и XV (переименовавший песню в «Heroes Amongst Men»).

## Позиции в чартах
| Чарт (2011)                           | Позиция |
| ------------------------------------- | ------- |
| Австрия (Ö3 Austria Top 40)           | 56      |
| Канада (Billboard Canadian Hot 100)   | 47      |
| Дания (Tracklisten)                   | 35      |
| Нидерланды (Single Top 100)           | 53      |
| Ирландия (IRMA)                       | 40      |
| Шотландия (OCC Scotland)              | 32      |
| Великобритания (OCC UK Singles)       | 30      |
| США (Billboard Hot 100)               | 23      |
| США (Billboard Hot R&B/Hip-Hop Songs) | 24      |
| США (Billboard Hot Rap Songs)         | 14      |